# Eloy Campos
Ángel Eloy Campos Cleque, né le 31 mai 1942 à Ica au Pérou, est un footballeur international péruvien qui évoluait au poste de défenseur, avant de devenir entraîneur.

## Biographie

### Carrière de joueur

#### Carrière en sélection
Avec l'équipe du Pérou, il joue 46 matchs (pour aucun but inscrit) entre 1963 et 1972. 
Il figure dans le groupe des sélectionnés lors de la Coupe du monde de 1970. Lors du mondial organisé au Mexique, il joue deux matchs : contre la Bulgarie et le Brésil.
Il participe également aux Jeux olympiques de 1960. Il joue trois matchs lors du tournoi olympique qui se déroule en Italie.

## Palmarès(joueur)
Sporting Cristal
- Championnat du Pérou (4) :
  - Champion : 1961, 1968, 1970 et 1972.